# Đường sắt đô thị Hà Nội
Đường sắt đô thị Hà Nội (tiếng Anh: Hanoi Metro) là hệ thống đường sắt đô thị của thành phố Hà Nội. Hệ thống được vận hành bởi Công ty Đường sắt Hà Nội (Hanoi Metro Company – HMC), bao gồm 10 tuyến đường sắt đô thị với tổng chiều dài khoảng 417,8 km và 3 tuyến tàu điện một ray dài 44 km, tổng chiều dài mạng lưới khi hoàn thiện dự kiến là  461,8 km. Đây là hệ thống đường sắt đô thị đầu tiên tại Việt Nam đưa vào khai thác thương mại.
Theo đề xuất điều chỉnh mới nhất của Ban quản lí đường sắt đô thị Hà Nội (MRB) và Đồ án quy hoạch Thủ đô cho quy hoạch chung mạng lưới đường sắt đô thị Hà Nội năm 2045 tầm nhìn 2065, dự kiến bổ sung thêm 5 tuyến nâng tổng số tuyến lên 15 và chiều dài cả hệ thống lên 653,6 km với 610,6 km đường sắt đô thị và 44 km monorail. Hà Nội cũng lên kế hoạch đầu tư các tuyến tàu điện một ray ven sông Hồng phục vụ nhu cầu du lịch.
Hai tuyến đường sắt đầu tiên được xây dựng là tuyến số 2A (đoạn Cát Linh – Hà Đông), và tuyến số 3 (đoạn Nhổn – Ga Hà Nội). Tuyến số 2A sau 8 lần điều chỉnh tiến độ dự án, đã chính thức đi vào khai thác thương mại vào ngày 6 tháng 11 năm 2021. Trong khi đó, Tuyến số 3 đoạn Nhổn – Ga Hà Nội đã đưa vào khai thác thương mại đoạn tuyến trên cao vào ngày 8 tháng 8 năm 2024, dự kiến đoạn đi ngầm đưa vào khai thác vào năm 2027-2029 và Tuyến số 2 đoạn Nam Thăng Long - Trần Hưng Đạo lên kế hoạch vận hành toàn tuyến năm 2029 - 2031. Quá trình xây dựng các tuyến đường sắt gặp nhiều khó khăn về tài chính, vỡ tiến độ cũng như tai nạn xây dựng.

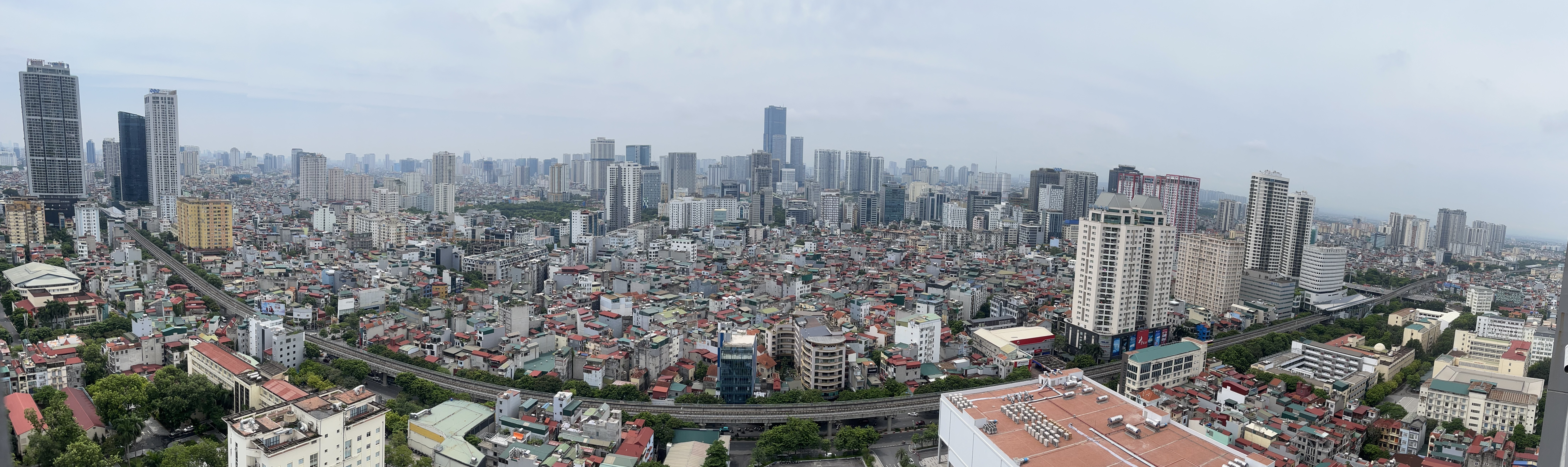
Tuyến số 3, đoạn đi qua đường Xuân Thủy, năm 2024

## Lịch sử
Những năm 1995–1996, Đào Ngọc Nghiêm, nguyên Kiến trúc sư trưởng thành phố Hà Nội, đã theo đoàn khảo sát của Hà Nội đi thăm các nước có hệ thống vận tải khối lượng lớn. Dân số Hà Nội khi đó đã vượt quá con số một triệu người. Đường sắt đô thị trở thành đề tài cấp thiết. Năm 1998, Thủ tướng chính phủ Phan Văn Khải phê duyệt điều chỉnh quy hoạch chung của thủ đô đến năm 2020, đặt ra 5 tuyến đường sắt đô thị, trong đó thống nhất đặc trưng của đường sắt đô thị Hà Nội là kết hợp cả đoạn đi ngầm và đoạn đi trên cao.
Ý tưởng thực hiện tuyến đường sắt đô thị Cát Linh – Hà Đông xuất hiện từ năm 2003, khi Hà Đông vẫn còn là trung tâm của tỉnh Hà Tây và là thành phố gần Hà Nội nhất, và hướng đi Hà Đông lại khó mở rộng do vướng các công trình hai bên đường Nguyễn Trãi. Dự án đường sắt Cát Linh – Hà Đông được kỳ vọng là cầu nối liên kết vùng, để giải quyết áp lực giao thông và áp lực dân số của hai thành phố. Năm 2008, dự án được ký kết với chủ đầu tư là Bộ Giao thông Vận tải và chính thức được khởi công vào tháng 11 năm 2011. Cũng trong năm 2011, quy hoạch đường sắt đô thị Hà Nội được nâng lên thành 8 tuyến và 10 nhánh. Những quy hoạch thủ đô về sau này đều thống nhất số tuyến theo quy hoạch năm 2011.
Tháng 4/2017, Hanoi Metro hợp tác với Công ty cổ phần Tàu điện ngầm Tokyo, Tokyo Metro, đơn vị khai thác chủ yếu mạng lưới tàu điện ngầm Tokyo và là công ty tàu điện tư nhân lớn nhất Nhật Bản, cùng thành lập Vietnam Tokyo Metro (VTM). Đây cũng là tư cách pháp nhân của Tokyo Metro đầu tiên tại nước ngoài. Theo đó, Vietnam Tokyo Metro sẽ cung cấp các dịch vụ tư vấn về kinh nghiệm khai thác, kĩ thuật vận hành, đào tạo nguồn nhân lực và thúc đẩy việc xuất nhập khẩu hệ thống cơ sở hạ tầng của Nhật Bản từ phương diện phần mềm cho hệ các thống đường sắt đô thị tại Việt Nam.

## Tương lai
Để đáp ứng nhu cầu về phương tiện công cộng, tiến độ đầu tư đường sắt đô thị, theo Kết luận số 49-KL/TW ngày 28/02/2023 của Bộ Chính trị về định hướng phát triển giao thông vận tải đường sắt Việt Nam đến năm 2030, tầm nhìn đến năm 2045, Ban Quản lý đường sắt đô thị Hà Nội (MRB) đề xuất triển khai các dự án metro theo phương thức: 1 kế hoạch, 3 phân kỳ gồm các giai đoạn Từ nay - 2030, 2030 -  2035, và 2035 - 2045.
Cụ thể, MRB đặt mục tiêu năm 2024 thông qua chủ trương đầu tư và năm 2025 sẽ khởi công xây dựng Tuyến số 2 đoạn Nam Thăng Long - Trần Hưng Đạo. Đồng thời, hoàn thành công tác lập đề xuất chủ trương đầu tư các tuyến đường sắt đô thị có lộ trình đầu tư trước năm 2030.
Chỉ tiêu từ nay đến năm 2030 như sau: Hoàn thành thi công xây dựng 96,9 km đường sắt đô thị, trong đó có: Tuyến số 2 gồm ba đoạn: Nam Thăng Long - Trần Hưng Đạo, Trần Hưng Đạo - Thượng Đình và Nội Bài - Nam Thăng Long; hai đoạn Tuyến số 3 gồm: đoạn Nhổn - ga Hà Nội và đoạn ga Hà Nội - Hoàng Mai); Tuyến số 5 Văn Cao - Hoà Lạc. Sơ bộ diện tích sử dụng đất đến năm 2030 khoảng 196ha. Về phương tiện, thiết bị: khoảng 680 toa xe. Về năng lực vận tải, đến năm 2030, đường sắt đô thị đảm nhận 7-8% lượng hành khách công cộng và có thể vận chuyển được 2,2 - 2,6 triệu chuyến đi/ngày đêm. Tổng mức đầu tư dự kiến là khoảng 16,208 tỷ USD. Đồng thời, đến năm 2030 thực hiện công tác chuẩn bị đầu tư 301 km tiếp theo cho thời hạn 2035 của Tuyến số 1, Tuyến số 2A kéo dài, Tuyến số 4, Tuyến số 6, Tuyến số 8 và Tuyến kết nối các đô thị vệ tinh Sơn Tây - Hòa Lạc - Xuân Mai.
Từ năm 2030 năm 2035: dự kiến hoàn thành đầu tư xây dựng 301 km tiếp theo gồm: Tuyến số 1 Ngọc Hồi - Yên Viên - Như Quỳnh, Tuyến số 2 đoạn kéo dài lên Sóc Sơn, Tuyến số 2A đoạn kéo dài lên Xuân Mai, Tuyến số 3 đoạn Nhổn - Trôi và kéo dài lên Sơn Tây, Tuyến số 4 Mê Linh - Sài Đồng - Liên Hà, Tuyến số 6 Nội Bài - Ngọc Hồi, Tuyến số 7 Mê Linh - Hà Đông, Tuyến số 8 Sơn Đồng - Mai Dịch - Vành đai 3 - Lĩnh Nam - Dương Xá và Tuyến vệ tinh Sơn Tây - Hòa Lạc - Xuân Mai. Diện tích sử dụng đất khoảng 796ha và đưa vào vận hành 2,110 toa xe và kì vọng có thể đảm nhận từ 35 - 40% lượng hành khách công cộng, đáp ứng 9,7 triệu - 11,8 triệu chuyến đi/ngày đêm. Theo nghiên cứu, để thực hiện giai đoạn trên cần khoảng 20,966 tỷ USD.
Giai đoạn cuối từ 2035 đến 2045: đặt mục tiêu hoàn thành đầu tư xây dựng 196,2 km theo Quy hoạch chung Thủ đô điều chỉnh gồm Tuyến số 1 Gia Lâm - Lạc Đạo (kéo dài đoạn Dương Xá đến Lạc Đạo), Tuyến số 2 đoạn Trần Hưng Đạo - Chợ Mơ - Ngã Tư Sở - Hoàng Quốc Việt, Tuyến 1A Ngọc Hồi - Sân bay thứ 2 phía Nam, Tuyến số 9 Mê Linh - Cổ Loa - Dương Xá, Tuyến số 10 Cát Linh - Láng Hạ - Lê Văn Lương - Yên Nghĩa, Tuyến số 11 Vành đai 2 - trục phía Nam - Sân bay thứ 2 phía Nam và Tuyến số 12 Xuân Mai - Phú Xuyên. Diện tích chiếm dụng khoảng 47ha, vận hành thêm khoảng 1.375 toa xe với tổng vốn đầu tư dự kiến là 18,268 tỷ USD.
Như vậy, nếu thực hiện thành công mục tiêu đề ra, đến năm 2045 Hà Nội dự kiến có tổng cộng 15 tuyến metro dài hơn 600 km bao quát toàn bộ các quận trung tâm, vùng ngoại thành và có thể kết nối tới vùng Thủ Đô với gần 4200 toa xe các loại với tổng chi phí ước tính lên tới 55,442 tỷ USD.

## Hệ thống đường sắt đô thị
Theo Quy hoạch giao thông vận tải Thủ đô Hà Nội đến năm 2030, tầm nhìn năm 2050 được Thủ tướng Chính phủ phê duyệt năm 2016, mạng lưới đường sắt đô thị Hà Nội bao gồm 10 tuyến, bao gồm cả các tuyến trên cao và đi ngầm. ngoài 10 tuyến đường sắt đô thị, Hà Nội còn dự kiến thực hiện thêm 3 tuyến tàu điện một ray. Các dự án Metro của Hà Nội được Chính phủ giao cho Bộ Giao thông Vận tải (MoT) và Ủy ban nhân dân thành phố Hà Nội (HPC) làm chủ đầu tư. Theo Kết luận số 49-KL/TW ngày 28/02/2023 của Bộ Chính trị về đề án phát triển mạng lưới đường sắt đô thị tại Hà Nội đến năm 2045 và tầm nhìn đến 2065, dự kiến bổ sung thêm 5 tuyến mới. 

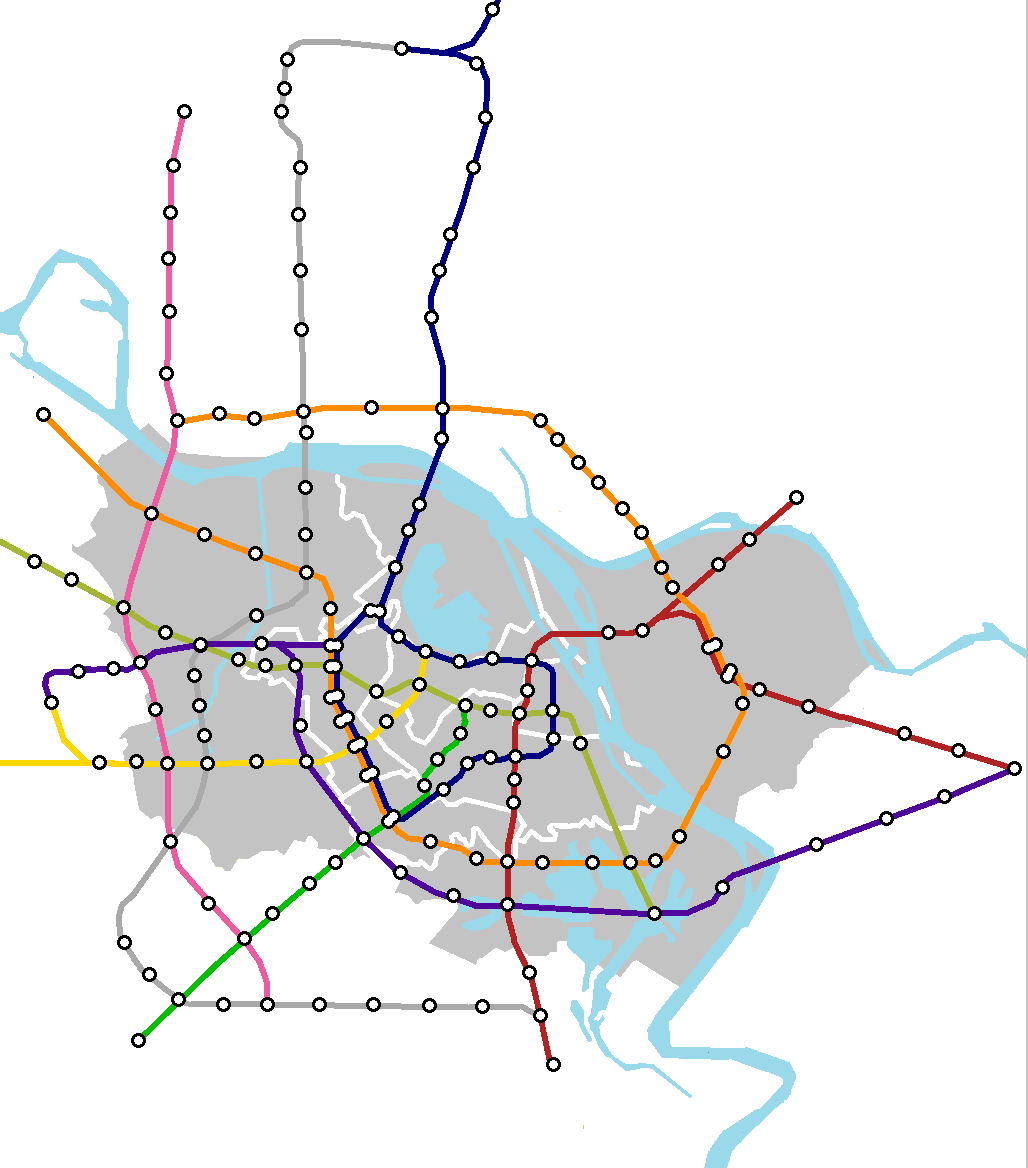
Bản đồ tổng quát quy hoạch toàn bộ các tuyến đường sắt đô thị tại Hà Nội.

| Tên tuyến              | Hướng tuyến                                                             | Hướng tuyến                                                             | Vận hành              | Số lượng nhà ga       | Chiều dài (km)        | Depot                 | Trạng thái              |
| Tàu điện ngầm - Metro  | Tàu điện ngầm - Metro                                                   | Tàu điện ngầm - Metro                                                   | Tàu điện ngầm - Metro | Tàu điện ngầm - Metro | Tàu điện ngầm - Metro | Tàu điện ngầm - Metro | Tàu điện ngầm - Metro   |
| ---------------------- | ----------------------------------------------------------------------- | ----------------------------------------------------------------------- | --------------------- | --------------------- | --------------------- | --------------------- | ----------------------- |
| T1 Tuyến 1             | Ngọc Hồi ↔ Yên Viên                                                     | Ngọc Hồi ↔ Yên Viên                                                     | 2035                  | 16                    | 28,6                  | Ngọc Hồi              | Lên kế hoạch đầu tư     |
| T1 Tuyến 1             | Gia Lâm ↔ Dương Xá                                                      | Gia Lâm ↔ Dương Xá                                                      | —                     | —                     | 10                    | —                     | Trên kế hoạch           |
| T1 Tuyến 1             | Dương Xá ↔ Lạc Đạo                                                      | Dương Xá ↔ Lạc Đạo                                                      | —                     | —                     | 10                    | —                     | Trên kế hoạch           |
| T1A Tuyến 1A           | Ngọc Hồi - Sân bay thứ 2 phía Nam                                       | Ngọc Hồi - Sân bay thứ 2 phía Nam                                       | —                     | 10                    | 29,5                  | —                     | Trên kế hoạch           |
| T2 Tuyến 2             | Nội Bài ↔ Sóc Sơn                                                       | Nội Bài ↔ Sóc Sơn                                                       | —                     | 4                     | 10,2                  | —                     | Trên kế hoạch           |
| T2 Tuyến 2             | Nội Bài ↔ Nam Thăng Long                                                | Nội Bài ↔ Nam Thăng Long                                                | —                     | 12                    | 19,65                 | Phủ Lỗ                | Lên kế hoạch đầu tư     |
| T2 Tuyến 2             | Nam Thăng Long ↔ Trần Hưng Đạo                                          | Nam Thăng Long ↔ Trần Hưng Đạo                                          | 2032                  | 10                    | 11,5                  | Xuân Đỉnh             | Chuẩn bị thi công       |
| T2 Tuyến 2             | Trần Hưng Đạo ↔ Chợ Mơ ↔ Ngã Tư Sở ↔ Hoàng Quốc Việt                    | Trần Hưng Đạo ↔ Chợ Mơ ↔ Ngã Tư Sở ↔ Hoàng Quốc Việt                    | —                     | —                     | 11,5                  | —                     | Trên kế hoạch           |
| T2 Tuyến 2             | Trần Hưng Đạo ↔ Thượng Đình                                             | Trần Hưng Đạo ↔ Thượng Đình                                             | —                     | 6                     | 6                     | —                     | Lên kế hoạch đầu tư     |
| T2 Tuyến 2             | Thượng Đình ↔ Vành đai 2.5 ↔ Bưởi                                       | Thượng Đình ↔ Vành đai 2.5 ↔ Bưởi                                       | —                     | —                     | 7                     | —                     | Trên kế hoạch           |
| T2A Tuyến 2A           | Cát Linh (Đống Đa)                                                      | Yên Nghĩa (Hà Đông)                                                     | 6 tháng 11 năm 2021   | 12                    | 13,1                  | Phú Lương             | Đã vận hành             |
| T2A Tuyến 2A           | Yên Nghĩa - Xuân Mai                                                    | Yên Nghĩa - Xuân Mai                                                    | —                     | 12                    | 20                    | Xuân Mai              | Trên kế hoạch           |
| T3 Tuyến 3             | Sơn Tây ↔ Trôi ↔ Nhổn                                                   | Sơn Tây ↔ Trôi ↔ Nhổn                                                   | —                     | 14                    | 36                    | Sơn Tây               | Trên kế hoạch           |
| T3 Tuyến 3             | Nhổn (Bắc Từ Liêm)                                                      | Cầu Giấy (Ba Đình)                                                      | 8 tháng 8 năm 2024    | 8                     | 8,5                   | Nhổn                  | Đã vận hành             |
| T3 Tuyến 3             | Cầu Giấy (Ba Đình)                                                      | Ga Hà Nội (Hoàn Kiếm)                                                   | 2027                  | 4                     | 4                     | Nhổn                  | Đang thi công           |
| T3 Tuyến 3             | Ga Hà Nội ↔ Hoàng Mai                                                   | Ga Hà Nội ↔ Hoàng Mai                                                   | 2030                  | 7                     | 8,8                   | Yên Sở                | Lên kế hoạch đầu tư     |
| T4 Tuyến 4             | Mê Linh ↔ Liên Hà                                                       | Mê Linh ↔ Liên Hà                                                       | —                     | 41                    | 54                    | —                     | Trên kế hoạch           |
| T5 Tuyến 5             | Văn Cao ↔ Hòa Lạc                                                       | Văn Cao ↔ Hòa Lạc                                                       | 2030                  | 21                    | 38,43                 | Sơn Đồng, Yên Bình    | Chuẩn bị thi công       |
| T6 Tuyến 6             | Nội Bài ↔ Ngọc Hồi                                                      | Nội Bài ↔ Ngọc Hồi                                                      | —                     | 29                    | 43                    | —                     | Lên kế hoạch nghiên cứu |
| T7 Tuyến 7             | Nội Bài ↔ Mê Linh ↔ Hà Đông                                             | Nội Bài ↔ Mê Linh ↔ Hà Đông                                             | —                     | 35                    | 46                    | —                     | Trên kế hoạch           |
| T8 Tuyến 8             | Sơn Đồng ↔ Mai Dịch                                                     | Sơn Đồng ↔ Mai Dịch                                                     | —                     | 10                    | 12,65                 | Sơn Đồng              | Lên kế hoạch đầu tư     |
| T8 Tuyến 8             | Mai Dịch ↔ Dương Xá                                                     | Mai Dịch ↔ Dương Xá                                                     | —                     | 16                    | 26,6                  | Đặng Xá               | Lên kế hoạch đầu tư     |
| T9 Tuyến 9             | Mê Linh ↔ Cổ Loa ↔ Dương Xá                                             | Mê Linh ↔ Cổ Loa ↔ Dương Xá                                             | —                     | 24                    | 48                    | —                     | Trên kế hoạch           |
| T10 Tuyến 10           | Cát Linh ↔ Láng Hạ ↔ Lê Văn Lương ↔ Yên Nghĩa                           | Cát Linh ↔ Láng Hạ ↔ Lê Văn Lương ↔ Yên Nghĩa                           | —                     | 12                    | 12,6                  | —                     | Trên kế hoạch           |
| T11 Tuyến 11           | Vành đai 2 ↔ Trục phía Nam ↔ Sân bay thứ 2 phía Nam                     | Vành đai 2 ↔ Trục phía Nam ↔ Sân bay thứ 2 phía Nam                     | —                     | 16                    | 42,6                  | —                     | Trên kế hoạch           |
| T12 Tuyến 12           | Xuân Mai ↔ Phú Xuyên                                                    | Xuân Mai ↔ Phú Xuyên                                                    | —                     | 18                    | 47,47                 | —                     | Trên kế hoạch           |
| VT Tuyến Vệ Tinh       | Sơn Tây ↔ Hòa Lạc ↔ Xuân Mai                                            | Sơn Tây ↔ Hòa Lạc ↔ Xuân Mai                                            | 2035                  | 10                    | 32                    | —                     | Trên kế hoạch           |
| Tàu một ray - Monorail |                                                                         |                                                                         |                       |                       |                       |                       |                         |
| M1 Monorail 1          | Liên Hà ↔ Tân Lập ↔ An Khánh                                            | Liên Hà ↔ Tân Lập ↔ An Khánh                                            | —                     | —                     | 11                    | —                     | Trên kế hoạch           |
| M2 Monorail 2          | Giáp Bát ↔ Thanh Liệt ↔ Phú Lương Mai Dịch ↔ Mỹ Đình ↔ Văn Mỗ ↔ Phúc La | Giáp Bát ↔ Thanh Liệt ↔ Phú Lương Mai Dịch ↔ Mỹ Đình ↔ Văn Mỗ ↔ Phúc La | —                     | —                     | 22                    | —                     | Trên kế hoạch           |
| M3 Monorail 3          | Nam Hồng ↔ Mê Linh ↔ Đại Thịnh                                          | Nam Hồng ↔ Mê Linh ↔ Đại Thịnh                                          | —                     | —                     | 11                    | —                     | Trên kế hoạch           |

## Thi công

### Tuyến số 2A

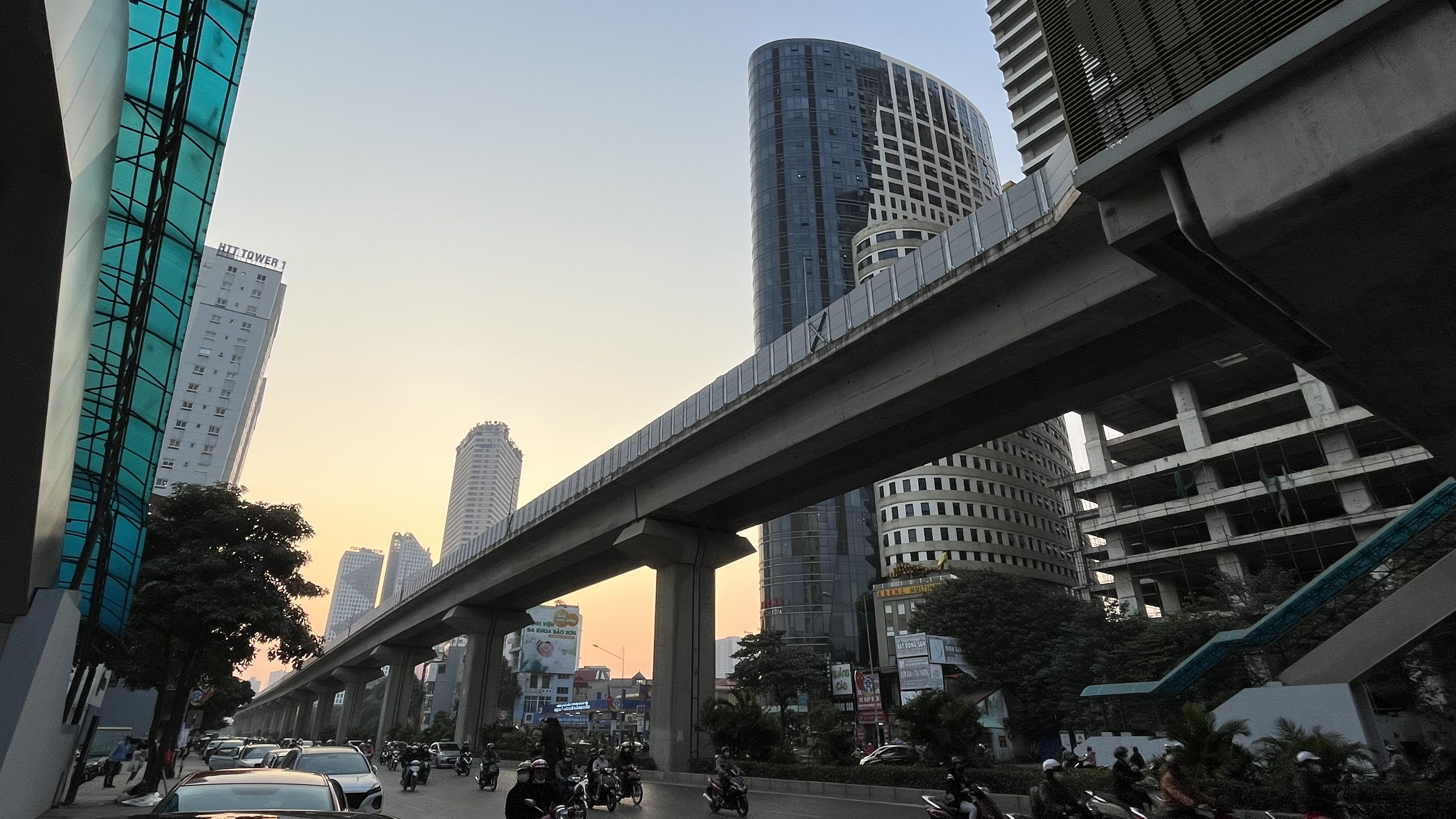
Tuyến 2A, trên đường Trần Phú, gần ga Văn Quán

Tuyến số 2A có chiều dài 13,1 km, được khởi công xây dựng vào ngày 10 tháng 10 năm 2011 và do Bộ Giao thông Vận tải làm chủ đầu tư. Tuyến có hướng đi Cát Linh – Hà Đông, với 12 nhà ga thuộc ba quận Đống Đa, Thanh Xuân và Hà Đông. Tuyến đường sắt được đầu tư xây dựng bằng vốn vay ODA của Trung Quốc, ký năm 2008. Dự án có tổng mức đầu tư 552,86 triệu USD (8.770 tỉ đồng) vào năm 2008 trong đó vốn vay ưu đãi của Trung Quốc 419 triệu USD. Tổng mức đầu tư sau điều chỉnh tính đến năm 2019 là 868,04 triệu USD (18.001,6 tỷ VND, tăng 9.231,6 tỷ VND), trong đó, phần vốn vay Trung Quốc là 669,62 triệu USD (hơn 13.800 tỷ VND).
Ý tưởng thực hiện tuyến đường sắt đô thị Cát Linh – Hà Đông xuất hiện từ năm 2003, được kỳ vọng sẽ là cầu nối liên kết vùng để giải quyết áp lực giao thông và áp lực dân số giữa thành phố Hà Đông thuộc tỉnh Hà Tây và thành phố Hà Nội. Tháng 7 năm 2008, Thủ tướng chính phủ phê duyệt Quy hoạch phát triển giao thông vận tải Thủ đô Hà Nội đến năm 2020, trong đó có tuyến đường sắt đô thị Hà Nội – Hà Đông. Dù được khởi công xây dựng vào tháng 10 năm 2011, những hạng mục đầu tiên của dự án tại hồ Đống Đa và phố Hoàng Cầu đã được tổ chức thi công trước từ tháng 4 năm 2010 nhằm đồng bộ với hạng mục kè hồ, cải tạo thoát nước của thành phố. Ngày 20 tháng 10 năm 2015, Ban Quản lý dự án đường sắt đô thị Hà Nội đã cho trưng bày mẫu tàu điện Cát Linh – Hà Đông tại Triển lãm Giảng Võ. Theo đó, tuyến số 2A sẽ có 13 đoàn tàu, mỗi đoàn tàu có 4 toa tàu. Quá trình xây dựng dự án bị chậm tiến độ nhiều lần và gây ra nhiều tai nạn lao động ảnh hưởng tới người dân. Từ ngày 6 tháng 11 năm 2021, tuyến đường sắt đô thị này chính thức đưa vào vận hành và khai thác.

### Tuyến số 3

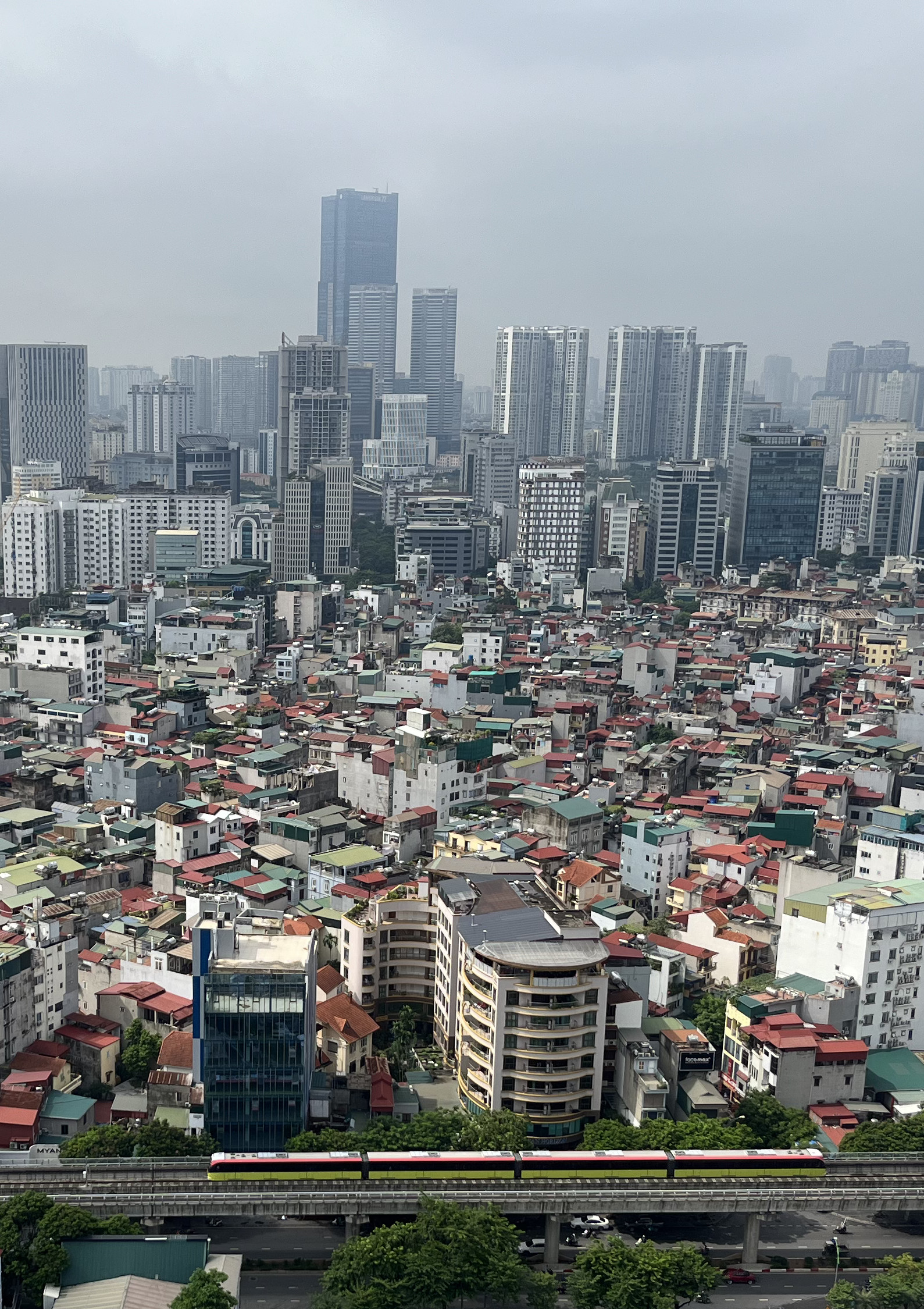
Một đoàn tàu 4 toa của tuyến số 3, đường sắt đô thị Hà Nội, đi qua đường Xuân Thủy

Tuyến số 3: Trôi – Nhổn – Hoàng Mai, đoạn Nhổn – Ga Hà Nội do Ban Quản lý Đường sắt đô thị Hà Nội (UBND Thành phố Hà Nội) làm Chủ đầu tư. Tuyến có tổng chiều dài 12,5 km (trong đó đoạn đi trên cao 8,5 km và đoạn đi ngầm 4,5 km), được khởi công vào 10 tháng 10 năm 2010 và đưa vào khai thác thương mại từ ngày 8 tháng 8 năm 2024 đối với đoạn trên cao từ ga Nhổn đến ga Cầu Giấy, riêng đoạn đi ngầm từ ga Cầu Giấy đến ga Hà Nội dự kiến đưa vào khai thác vào năm 2027-2029. Toàn tuyến đi qua 12 nhà ga, bao gồm 8 ga trên cao (Nhổn, Minh Khai, Phú Diễn, Cầu Diễn, Lê Đức Thọ, Đại học Quốc gia Hà Nội, Chùa Hà, Cầu Giấy) và 4 ga ngầm (Kim Mã, Cát Linh, Văn Miếu, Ga Hà Nội), trong đó có 2 ga kết nối trung chuyển.
Tuyến chạy nổi trên cao dọc theo tim đường quốc lộ 32 từ: Cầu Diễn – Hồ Tùng Mậu – Xuân Thủy – Cầu Giấy – Kim Mã – tới ngã ba phố Nguyễn Văn Ngọc – Kim Mã thì chuyển chạy ngầm theo tim đường Kim Mã – đến đầu phố Núi Trúc chạy ngầm vòng qua khu dân cư (Nằm giữa đường Giang Văn Minh và Núi Trúc) – tiếp tục chạy ngầm theo tim đường Cát Linh – Quốc Tử Giám – xuyên ngầm dưới ga Hà Nội và kết thúc điểm cuối ngã ba phố Dã Tượng với Trần Hừng Đạo. (Giai đoạn 2 sẽ kéo dài theo đường Trần Hưng Đạo – Trần Thánh Tông – Kim Ngưu – Tam Trinh – Công viên Yên Sở (các nhà ga ở đoạn tuyến này: Hàng Bài, Trần Thánh Tông, Kim Ngưu, Mai Động, Tân Mai, Tam Trinh, Yên Sở). Giai đoạn 3: kéo dài từ ngã tư Nhổn lên thị xã Sơn Tây – Hà Nội).

### Tuyến số 1
Theo kế hoạch của chính phủ vào năm 2002, tuyến Metro số 1 Yên Viên – Ngọc Hồi có chiều dài 28,7 km. Tổng mức đầu tư dự kiến ban đầu là 9.197 tỷ đồng. Tuy nhiên, đến năm 2018, mức đầu tư cho toàn bộ dự án đã được điều chỉnh tăng lên thành 44.000 tỷ đồng. Tuyến Metro số 1 do Ban Quản lý Dự án Đường sắt (Bộ Giao thông Vận tải) làm Chủ đầu tư. Hướng tuyến: Hà Huy Tập – Cầu Đuống – Ngô Gia Tự – Nguyễn Văn Cừ – Ngọc Lâm – Cầu Long Biên mới – Hàng Đậu – Phùng Hưng – Hàng Bông – Cửa Nam – Lê Duẩn – Giải Phóng – Ngọc Hồi.
Dự án sẽ được thực hiện theo 3 bước:
- Bước 1: Xây dựng mới ga Ngọc Hồi và nâng cấp ga Yên Viên, Gia Lâm đủ đáp ứng cho việc di chuyển toàn bộ cơ sở của đường sắt tại ga Hà Nội hiện nay ra bên ngoài.
- Bước 2: Ngừng khai thác toàn bộ tuyến đường từ Văn Điển đến Gia Lâm để xây dựng cầu Long Biên mới và đường sắt trên cao đoạn Ngọc Hồi – Gia Lâm, hoàn chỉnh xây dựng ga Ngọc Hồi và Gia Lâm.
- Bước 3: Xây dựng cầu Đuống mới và đường sắt trên cao đoạn Gia Lâm – Yên Viên; hoàn chỉnh việc xây dựng ga Yên Viên.

Tuyến số 1 có 16 nhà ga gồm: Yên Viên, Cầu Đuống, Đức Giang, Gia Lâm, Long Biên Bắc, Long Biên Nam, Phùng Hưng, Hà Nội, Công viên Thống Nhất, Bạch Mai, Phương Liệt, Giáp Bát, Hoàng Liệt, Văn Điển, Vĩnh Quỳnh, Ngọc Hồi
Tuy nhiên sau đó dự án gặp khó khăn, bị trì hoãn quá lâu và dính vào bê bối tham nhũng hối lộ vào năm 2014, Chính phủ Việt Nam tiếp tục không tiếp tục hiệp định vay với Chính phủ Nhật Bản và chuyển toàn bộ dự án cho Bộ Giao thông Vận tải quản lý. Sau nhiều lần trì hoãn, đến đầu năm 2019, Bộ GTVT cho biết sẽ tiến hành giai đoạn 1 của dự án với việc xây dựng khu tổ hợp Ngọc Hồi, thời gian thực hiện là từ 2019–2024, tổng mức đầu tư cho giai đoạn 1 là 19.046 tỷ đồng. Hiện tại tính đến năm 2022, dự án vẫn chưa hoàn thành giải phóng mặt bằng do không đủ vốn hằng năm và khởi công bất kỳ quá trình xây dựng nào, vẫn đang bị "treo" sau hơn 20 năm triển khai.

### Tuyến số 2
Tuyến số 2, đoạn Nam Thăng Long – Trần Hưng Đạo có chiều dài 11.5 km, trong đó: đi ngầm 8.5 km, 3.0 km đi nổi (gồm 10 ga trong đó 7 ga ngầm và 3 ga trên cao và 01 depot). Chủ đầu tư: Ban Quản lý Đường sắt Đô thị Hà Nội (UBND Thành phố Hà Nội). Hướng tuyến: Nam Thăng Long – Xuân Tảo – Hoàng Quốc Việt – Hoàng Hoa Thám – Thụy Khuê – Phan Đình Phùng – Hàng Giấy – Đồng Xuân – Hàng Đường – Hàng Ngang – Hàng Đào – Đinh Tiên Hoàng – Hàng Bài/Trần Hưng Đạo). Tuyến số 2 có 16 nhà ga gồm: Nam Thăng Long, Ngoại giao Đoàn, Tây Hồ Tây, Bưởi, Quần Ngựa, Bách Thảo, Hồ Tây, Hàng Đậu, Hồ Hoàn Kiếm, Trần Hưng Đạo, Cầu Dền, Bách Khoa, Kim Liên, Chùa Bộc, Ngã Tư Sở, Thượng Đình.
Tổng mức đầu tư duyệt năm 2008 là 19.555 tỷ đồng, trong đó vốn ODA của JICA là 16.485 tỷ đồng, vốn đối ứng của Việt Nam là 3.079 tỷ đồng. Tuy nhiên tới năm 2015, sau khi rà soát lại nguồn vốn đầu tư, tổng vốn điều chính tăng lên 51.700 tỷ đồng nên hiện tại dự án đang được dừng triển khai.
Trong số các ga của tuyến số 2 thì ga C6 – Công viên Bách Thảo và ga C9 – Hồ Hoàn Kiếm nhận được nhiều phản ứng của người dân. Tại khu vực ga C6, theo thiết kế tuyến tàu điện sẽ đặt vị trí C6 tại khu vực đường Thụy Khuê còn ga C5 và C7 tại đường Hoàng Hoa Thám. Theo ý kiến của các hộ dân và chuyên gia Wessels, vị trí đặt nhà ga C6 đã khiến tuyến tàu điện ngầm này hình thành một đường cong uốn lượn rất bất thường. Theo quy hoạch thì đường hầm của ga C6 phải uốn cong từ ga C5 (đang nằm trên đường Hoàng Hoa Thám) để lượn xuống phố Thụy Khuê (ga C6) rồi lại uốn cong tiếp để lượn về ga C7 trên đường Hoàng Hoa Thám. Vị trí ga C6 cũng bị cho là quá xa ga C5 nhưng lại quá gần ga C7 (cách 730m). Giải thích về điều này, ông Lưu Xuân Hùng – Phó trưởng ban Quản lý dự án đường sắt đô thị Hà Nội cho rằng, nếu thực hiện phương án này thì "tuyến sẽ phải đi ngầm dưới Công viên Bách Thảo, Bộ Tư lệnh Cảnh vệt,... có thể phát sinh các vấn đề tiềm ẩn về ảnh hưởng môi trường sinh thái của khu Bách Thảo, các di tích văn hóa, công trình ngầm bí mật liên quan đến khu vực Văn phòng Chính phủ, an ninh quốc phòng".
Tại khu vực ga C9, UBND Thành phố Hà Nội dự kiến sẽ đặt ga ngay phía dưới lòng đường Đinh Tiên Hoàng, với các lối lên xuống ga được bố trí như sau: Lối lên xuống thứ nhất được xác định nằm ở khuôn viên Tổng Công ty Điện lực Hà Nội, lối thứ hai trên phố Trần Nguyên Hãn, trong khuôn viên Tổng Công ty Điện lực miền Bắc, lối thứ ba dự kiến đặt bên phía hồ Hoàn Kiếm (diện tích khoảng 100m2), chỗ hiện có nhà vệ sinh công cộng và lối thứ tư tại Tượng đài Cảm tử. Nhiều ý kiến cho rằng, cách đặt các lối lên xuống này có thể ảnh hưởng tới cảnh quan của Hồ Hoàn Kiếm hiện tại (được xếp vào một trong những di tích lịch sử quốc gia quan trọng nhất). Sau đó, UBND Thành phố Hà Nội đã  chọn phương án thi công ga C9 với lối lên xuống phía trước trụ sở Tổng công ty Điện lực Hà Nội và trụ sở HĐND-UBND TP Hà Nội.

### Tuyến số 5
Vào năm 2012, dự án dự kiến triển khai vào năm 2017 nhưng hiện đã tạm hoãn ngày khởi công. Dự án được thiết kế theo 2 giai đoạn. Trong đó giai đoạn 1 đoạn Nam Hồ Tây – Láng – An Khánh dài 14.1 km gồm 10 nhà ga và giai đoạn 2 đoạn An Khánh – Hòa Lạc – Ba Vì dài 24.3 km gồm 11 nhà ga. Theo tính toán của tư vấn, phương án đi ngầm chi phí cao, hết 2.680 triệu USD, trên cao là 2.019 triệu USD chi phí ít hơn và dễ triển khai hơn. Hướng tuyến: Văn Cao – Liễu Giai – Nguyễn Chí Thanh – Trần Duy Hưng – Đại lộ Thăng Long. Tuyến số 5 có 21 nhà ga gồm: Quần Ngựa, Kim Mã, Vành đai 1, Vành đai 2, Hoàng Đạo Thúy, Vành đai 3, Lê Đức Thọ, Mễ Trì, Tây Mỗ, An Khánh 1, An Khánh 2, Song Phương, Sài Sơn, Quốc Oai, Ngọc Mỹ, Đồng Bụt, Đồng Trúc, Đồng Bãi, Tiến Xuân, Trại Mới, Thạch Bình.
Theo tính toán, tuyến số 5 khai thác 11 đoàn tàu với tổng số 44 toa đi vào hoạt động, tốc độ tàu chạy tối đa trên cao là 120 km/h; dưới ngầm là 80 km/h, tương ứng thời gian đi từ Hồ Tây đến An Khánh khoảng 18 phút 30 giây, đến Hòa Lạc khoảng 33 phút 22 giây và đến Ba Vì khoảng 41 phút. Tàu chạy trong giờ cao điểm là 6 phút/chuyến, các giờ khác trong ngày là 12 phút/chuyến.

### Tuyến số 6
Tuyến đường sắt đô thị số 6 có tổng chiều dài khoảng 43 km. Điểm đầu tại sân bay quốc tế Nội Bài, điểm cuối tại Ngọc Hồi. Tuyến bao gồm 29 nhà ga và 2 Depot tại Ngọc Hồi và Kim Nỗ, đi qua 5 huyện: Sóc Sơn, Mê Linh, Đông Anh, Hoài Đức, Thanh Trì và 3 quận: Bắc Từ Liêm, Nam Từ Liêm, Hà Đông. Ban Quản lý đường sắt đô thị Hà Nội (MRB) có trách nhiệm làm việc với các chuyên gia của Ngân hàng Thế giới (WB) xác định lại nội dung của dự án hỗ trợ kỹ thuật để lựa chọn các công việc phù hợp bảo đảm hiệu quả, tuân thủ các quy định của Việt Nam và kết quả nghiên cứu có thể được sử dụng lâu dài (phục vụ cho việc chuẩn bị dự án ở các giai đoạn tiếp theo).
Trong nội dung nghiên cứu, Hà Nội yêu cầu cần đề xuất các hình thức đầu tư xây dựng tuyến metro số 6 để có thể huy động được các nguồn vốn tham gia đầu tư.
Trong đó, Hà Nội lưu ý nghiên cứu áp dụng mô hình TOD (phát triển định hướng giao thông) để khai thác các không gian ngầm tại các ga metro, các khu đất lân cận của tuyến đường (đặc biệt là điểm đầu và điểm cuối). Điều này sẽ giúp thu hồi một phần vốn đầu tư cho các dự án metro, nâng cao hiệu quả đầu tư và giảm áp lực cho ngân sách nhà nước.
MRB cũng có trách nhiệm phối hợp với nhà tài trợ lập Văn kiện dự án Hỗ trợ kỹ thuật sử dụng vốn ODA không hoàn lại để trình cấp thẩm quyền phê duyệt theo đúng quy định của Luật Đầu tư công, quy định về quản lý sử dụng vốn ODA, vốn vay ưu đãi của nhà tài trợ nước ngoài và quy định của nhà tài trợ.
Đối với các Sở: Kế hoạch và Đầu tư, Tài chính, Ngoại vụ, Giao thông Vận tải và các đơn vị liên quan, Hà Nội yêu cầu trong phạm vi chức năng nhiệm vụ của mình có trách nhiệm phối hợp chặt chẽ, hướng dẫn để MRB hoàn thành nhiệm vụ này theo đúng quy định.

## Đầu máy toa xe
- BDK02: Tuyến 2A
- Metropolis: Tuyến 3

## Sự cố xây dựng
- Trên tuyến Đường sắt cao đoạn Cát Linh – Hà Đông vào sáng hôm 06/11/2014, một vụ tai nạn đã xảy ra làm một người chết, ba người bị thương, khi một thanh thép "bất ngờ rơi từ dầm cầu" đang thi công trúng vào người đang lưu thông bằng xe máy trên đường.[42]
- Hôm 28/12/2014, tờ Giao thông vận tải, cho hay ông Đinh La Thăng, Bộ trưởng Giao thông & Vận tải đã ra quyết định đình chỉ công tác với ông Nguyễn Văn Bảo, Phó Tổng Giám đốc Ban quản lý dự án, sau khi xảy ra sự cố 'sập giàn giáo' trong lúc thi công công trình tại tuyến Đường sắt cao đoạn Cát Linh – Hà Đông. Cùng ngày báo Vietnamnet.vn dẫn lời Thứ trưởng Bộ GTVT Nguyễn Hồng Trường nói Bộ Giao thông Việt Nam cũng "đình chỉ hàng loạt cá nhân, đơn vị" liên đới trách nhiệm trong sự cố.[42] Giàn giáo thi công khi sập đã đè lên một chiếc taxi có bốn người trong xe. Tài xế bị thương được chở đi bệnh viện, 3 người còn lại thì an toàn.[43]
- Ngày 10/05/2015, thanh dầm thép dài chục mét nặng cả tấn của dự án Tuyến số 3: Nhổn – Ga Hà Nội bất ngờ tuột khỏi cần cẩu, rơi xuống đường vào lúc chiều tối. Sự cố đã đè nát tấm tôn rào chắn ngăn cách giữa công trường và đường lưu thông nhưng không có thiệt hại nào về người.[44]
- Ngày 12/05/2015, một chiếc cần cẩu đang phục vụ thi công dự án Tuyến số 3 – Nhổn – Ga Hà Nội bất ngờ đổ sụp, đè vào hai căn nhà trên đường Cầu Giấy. Sự cố đã làm một phụ nữ mang thai 8 tháng đi xe máy gần đó đã bị ngã do dây văng trúng, chiếc cần cẩu đổ chắn ngang đường Cầu Giấy và làm toàn bộ giao thông trên tuyến đường này bị ùn tắc theo hướng về phía Cầu Giấy, ngoài ra còn làm hư hỏng nhiều biển hiệu và mái nhà dân.[45]
- Một thanh sắt chữ i khá to (dài 2.5m) rơi trúng nóc ô tô 4 chỗ đang lưu thông phía dưới. Vụ việc trên xảy ra vào khoảng 10h15 sáng ngày 25/08/2015, tại công trường thi công nhà ga tuyến đường sắt trên cao, đối diện số nhà 103 đường Quang Trung (Hà Đông – Hà Nội). Rất may sự việc xảy ra không gây thiệt hại về người.
- Ngày 17/10/2016, một công nhân đi bộ dọc công trình đường sắt Cát Linh – Hà Đông để ra lối xuống thì bị rơi xuống đường và đã tử vong tại bệnh viện.